# 國民服

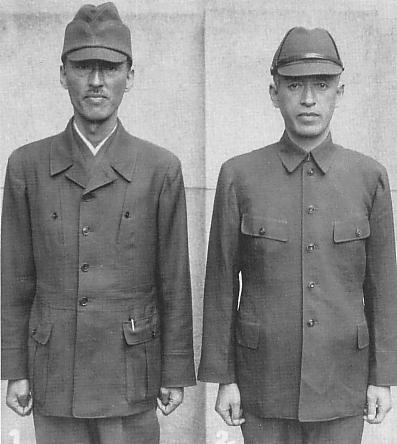
甲号（左侧）·乙号（右侧）国民服

國民服（日语：こくみんふく）是日本在1940年制定的，針對男性日本國民設計的制服。國民服的制定目的是在戰時物資管制令的情況下，對民眾的服裝進行合理化及簡單化。但政府並未強制要求民眾穿著。直到太平洋戰爭後期，有很多日本民眾並未穿著國民服。當時日本政府亦設計了針對女性的婦人標準服，但婦人標準服幾乎從未普及。